# Frances Oldham Kelsey
Frances Kathleen Oldham Kelsey (24 de julho de 1914 – 7 de agosto de 2015) foi uma farmacologista canadense-estadunidense. 

## Carreira
Notabilizou-se por ter atuado decisivamente contra a liberação da comercialização da talidomida por parte do FDA (Food and Drug Administration), onde trabalhava, exigindo de seu fabricante, a companhia Richardson Merrell, testes mais completos que comprovassem a segurança de uso do medicamento. Sua preocupação mostrou-se justificada quando começaram a surgir evidências de que inúmeros casos de focomelia, surgidos nos países onde a droga havia sido liberada, estavam ligados ao seu consumo. Sua atuação foi logo reconhecida por parte da imprensa e do governo dos Estados Unidos, tendo recebido a condecoração President's Award for Distinguished Federal Civilian Service das mãos do presidente John F. Kennedy, em 1962.